# Arpaöz
 (mars 2023).
Arpaöz est un village situé dans le district de Çorum, province de Çorum, en Turquie.
En 2022, la population d'Arpaöz était de 74 habitants.